# Calathella gayana
Calathella gayana är en svampart som först beskrevs av Joseph-Henri Léveillé, och fick sitt nu gällande namn av Agerer 1983. Calathella gayana ingår i släktet Calathella och familjen Marasmiaceae.   Inga underarter finns listade i Catalogue of Life.